# Дельфина (роман)
«Дельфина» (фр. Delphine) — эпистолярный роман французской писательницы мадам де Сталь, опубликованный в 1802 году.

## Сюжет
Главная героиня романа — Дельфина д’Альбемар, французская аристократка, воспитанная на просветительской философии, явно романтический персонаж. Действие происходит в начале революции. Дельфина (к тому моменту молодая вдова) влюбляется в Леонса де Мондовиля, но тот из-за предрассудков подавляет ответное чувство и женится на своей кузине. Позже главные герои погибают.

## Значение
Роман, впервые опубликованный в 1802 году, имел огромный читательский успех и сделал мадам де Сталь знаменитой во всей Европе. Его высоко ценил Стендаль, Александр Пушкин называет Дельфину в числе персонажей, которым хотела подражать юная Татьяна Ларина. При этом французских провластных критиков и лично Наполеона Бонапарта (тогда первого консула Республики) возмутили звучащие в романе заявления о праве женщин на развод, защита внебрачной любви. Мадам де Сталь обвинили в пропаганде атеизма и безнравственности.